# Turing-prisen
A.M. Turing-prisen (eng. A.M. Turing Award) er en pris som gives én gang årligt af den amerikanske Association for Computing Machinery (ACM) til en person udvalgt på grundlag af sine teknisk-videnskabelige bidrag til datalogien.
Bidragene bør have varig og betydelig indflydelse. Hovedparten af modtagerne har været dataloger.
Prisen er opkaldt efter Alan Turing (1912-1954), en britisk matematiker som betragtes som datalogiens grundlægger. Prisen omtales nogle gange som “datalogiens nobelpris”. Fra 2007 til 2013 udløste prisen en pengesum på $250.000 med støtte fra Intel og Google. Siden 2014 har prisen udløst en pengesum på 1 million $, med støtte fra Google.
Nedenfor er en liste over modtagere af Turing-prisen med angivelse af det felt, deres bidrag falder inden for. Den eneste dansker, der har modtaget Turing-prisen, er Peter Naur i 2005 for fundamentale bidrag til design af programmeringssprog, definitionen af ALGOL 60, til design af compilere og til computerprogrammering.

## Modtagere af Turing Award
1960'erne
- 1966 Alan J. Perlis (avancerede programmeringsteknikker, oversætterudvikling)
- 1967 Maurice V. Wilkes (det internt lagrede program, programbiblioteker)
- 1968 Richard Hamming (numeriske metoder, systemer til automatisk kodning, fejl-detekterende og fejl-rettende koder)
- 1969 Marvin Minsky (kunstig intelligens)

1970'erne
- 1970 James H. Wilkinson (numerisk analyse, linær algebra, "baglæns" fejlanalyse)
- 1971 John McCarthy (kunstig intelligens)
- 1972 Edsger Dijkstra (programmeringssprog som videnskab og håndværk)
- 1973 Charles W. Bachman (databaseteknologi)
- 1974 Donald E. Knuth (analyser af algoritmer og design af programmeringssprog)
- 1975 Allen Newell og Herbert A. Simon (kunstig intelligens, the psychology of human cognition)
- 1976 Michael O. Rabin and Dana S. Scott (ikke-deterministiske maskiner)
- 1977 John Backus (højniveau programmeringssystemer, formelle metoder til specifikation af programmeringssprog)
- 1978 Robert W. Floyd (Metoder til effektive og pålidelige programmer)
- 1979 Kenneth E. Iverson (matematisk notation for programmeringssprog, implementation af interaktive systemer, brug af APL i undervisning, teori og praksis for programmeringssprog)

1980'erne
- 1980 C. A. R. Hoare (definition og design of programmeringssprog)
- 1981 Edgar F. Codd (database-styrings-systemer, specielt relationelle databaseser)
- 1982 Stephen A. Cook (kompleksitet af beregninger)
- 1983 Ken Thompson og Dennis M. Ritchie (teori for styresystemer, implementation af styresystemet UNIX)
- 1984 Niklaus Wirth (udvikling af programmeringssprog)
- 1985 Richard M. Karp (algoritmeteori, specielt teori om NP-komplethed)
- 1986 John Hopcroft og Robert Tarjan (design og analyse af algoritmer og datastrukturer)
- 1987 John Cocke (oversætterteori, arkitektur af store systemer, udvikling af reduced instruction set computers (RISC))
- 1988 Ivan Sutherland (computergrafik)
- 1989 William Kahan (numerisk analyse)

1990'erne
- 1990 Fernando J. Corbató (CTSS og Multics)
- 1991 Robin Milner (LCF, ML, CCS)
- 1992 Butler W. Lampson (distribuerede, personlige computersystemer)
- 1993 Juris Hartmanis og Richard E. Stearns (teori for kompleksitet af beregninger)
- 1994 Edward Feigenbaum og Raj Reddy (kunstig intelligens systemer i stor skala)
- 1995 Manuel Blum (teori for kompleksitet af beregninger og disse teoriers anvendelse inden for kryptografi and programverifikation)
- 1996 Amir Pnueli (temporallogik, program og system verifikation)
- 1997 Douglas Engelbart (interaktiv anvendelse af computere)
- 1998 James Gray (database- og transaktionshåndtering)
- 1999 Frederick P. Brooks (computer arkitektur, styresystemer, software engineering)

2000'erne
- 2000 Andrew Chi-Chih Yao (teori for beregning inkl. generering af pseudo-tilfældige tal, kryptografi og kompleksitet af kommunikation)
- 2001 Ole-Johan Dahl and Kristen Nygaard (objekt-orienteret programmering)
- 2002 Ronald L. Rivest, Adi Shamir and Leonard M. Adleman (public key kryptografi)
- 2003 Alan Kay (objekt-orienteret programmering)
- 2004 Vinton G. Cerf og Robert E. Kahn (TCP/IP protocol suite)
- 2005 Peter Naur (Backus-Naur form)
- 2006 Frances E. Allen (teknikker til optimerende compilere og parallelisering)
- 2007 Edmund M. Clarke, E. Allen Emerson, og Joseph Sifakis
- 2008 Barbara H. Liskov
- 2009 Charles P. Thacker

2010'erne
- 2010 Leslie Valiant
- 2011 Judea Pearl
- 2012 Shafi Goldwasser og Silvio Micali
- 2013 Leslie Lamport
- 2014 Michael Stonebraker
- 2015 Martin E. Hellman og Whitfield Diffie
- 2016 Tim Berners-Lee (opfindelsen af World Wide Web)
- 2017 John L. Hennessy og David A. Patterson
- 2018 Yoshua Bengio, Geoffrey E. Hinton og Yann LeCun
- 2019 Edwin E. Catmull og Patrick M. Hanrahan

2020'erne
- 2020 Alfred Vaino Aho og Jeffrey David Ullman
- 2021 Jack Dongarra
- 2022 Robert Metcalfe (ethernet)
- 2024 Avi Wigderson[1]